# 金岡村 (大阪府)
金岡村（かなおかむら）は、大阪府八上郡・南河内郡にあった村。現在は堺市北区の一部となっている。

## 沿革
- 1889年（明治22年）4月1日 - 町村制施行により、八上郡金田（かなた）村[1]と長曽根（ながそね）村が合併し、八上郡金岡村が発足。大字金田に村役場を設置。
- 1896年（明治29年）4月1日 - 郡の統合により、南河内郡金岡村となる。
- 1932年（昭和7年）2月2日 - 阪和電気鉄道堺市停留場（現在の堺市駅）が開業。
- 1932年（昭和7年）3月16日 - 大日本帝国陸軍 第4師団 騎兵第4連隊が大阪市東区山小橋町（現在の中央区真田山町）より大字長曽根へ移転。
- 1934年（昭和9年）3月5日 - 大日本帝国陸軍 第4師団 輜重兵第4大隊が大阪市東区法円坂町（現在の中央区大手前四丁目）より大字長曽根へ移転。
  - 陸軍敷地は現在、近畿管区警察学校・国立病院機構近畿中央呼吸器センター・金岡公園・大阪ろうさい病院・堺市立長尾中学校などに転用されている。
- 1938年（昭和13年）9月1日 - 泉北郡五箇荘村、百舌鳥村とともに堺市に編入される。

## 名前の由来
金田村にある金岡神社（巨勢金岡などを祭神とする）に因んで金岡村と名付けられた。
一方で、金岡の地はかつての河内鋳物師（丹南鋳物師とも言う）の居住地であること、また村名も金田村・黒土（長曽根村の字）であり、さらには付近に日（火）置・丹冶比・金口村（現 中百舌鳥町の北側）など、鍛冶に関係の深い地名が多いことから「金の岡」と名づけられたというように、金岡の地名の由来を考えるべきではないかという説もある（参考：堺市北区役所ウェブサイト）。

## 寺内町
金岡神社南側の竹之内街道沿いとその周辺には、浄土真宗仏光寺派の4ヶ寺を中心とした中世からの寺内町の入り組んだ街区がよく残っている。